# Belvédère Willy-Ronis
 (avril 2021).
Si vous disposez d'ouvrages ou d'articles de référence ou si vous connaissez des sites web de qualité traitant du thème abordé ici, merci de compléter l'article en donnant les références utiles à sa vérifiabilité et en les liant à la section « Notes et références ».
Le belvédère Willy-Ronis est une place abritant un belvédère surplombant le parc de Belleville.

## Origine du nom
La place tire son nom de Willy Ronis, photographe français du XXe siècle.

## Historique
Cette voie est créée et nommée par décret municipal du 19 mars 2015.